# 路易斯·巴尔巴克
路易斯·巴尔巴克（英語：Louis Balbach，1896年5月23日—1943年10月11日），生于加州圣何塞，美国男子跳水运动员。他曾代表美国参加1920年夏季奥林匹克运动会跳水比赛，获得男子跳板铜牌。